# La Bruguera (Peratallada)
La Bruguera és un antic veïnat de l'antic terme de Peratallada (Baix Empordà), el qual comprenia, a més, els pobles de Canapost, Sant Climent de Peralta, Santa Susanna de Peralta. Es troba esmentat a la documentació fins al 1698.